# Hybridoneura
Hybridoneura là một chi bướm đêm thuộc họ Geometridae.

## Các loài
- Hybridoneura abnormis Warren, 1898
- Hybridoneura picta (Warren, 1901)
- Hybridoneura truncata Prout, 1958